# Guadalupe Nettel
Guadalupe Nettel (Ciudad de México, 27 de mayo de 1973) es una escritora mexicana, ganadora del premio de Narrativa Breve Ribera del Duero con el libro de cuentos El matrimonio de los peces rojos (2013) y del Premio Herralde de novela con Después del invierno (2014). Su obra ha sido traducida a 17 lenguas. Obtuvo un doctorado en Ciencias de Lenguaje en la EHESS de París. Ha colaborado en revistas y publicaciones como Granta, The White Review, El País, The New York Times en Español, La Repubblica y La Stampa, entre otras. Fue directora de la Revista de la Universidad de México de la Universidad Nacional Autónoma de México (UNAM) entre 2017 y 2024.

## Biografía
Pasó parte de su niñez en el sur de Francia. Desde corta edad padeció problemas oculares, entre ellos nistagmo y cataratas, así como una mancha arriba de una de sus córneas. A causa de estas condiciones sufrió acoso escolar, hecho que, según Nettel, fue una de las razones que la llevaron a refugiarse en los libros y empezar a escribir.
Antes de terminar sus estudios secundarios, que realizó en el Liceo Franco Mexicano, obtuvo a los 17 años, el premio Punto de Partida, organizado por la dirección de literatura de la UNAM (1991) y a los 18 el segundo lugar en el Grand Prix International a la Meilleure Nouvelle de Langue Française para países no francófonos, organizado por Radio Francia Internacional (1991). Estudió Letras Hispánicas en la Facultad de Filosofía y Letras de la UNAM y más tarde un doctorado en Ciencias del Lenguaje por la École des Hautes Études en Sciences Sociales de París.
En 2007 fue seleccionada por el Hay Festival como una de las autoras de Bogotá 39. Entre 2017 y 2024 dirigió la Revista de la Universidad de México.

### Carrera literaria
Guadalupe Nettel ha escrito libros de diferentes géneros: cuento, novela y ensayo. En 2006 publicó la novela El huésped (finalista del Premio Herralde 2005). En 2008 publicó el libro de cuentos Pétalos y otras historias incómodas. Vino después la novela El cuerpo en que nací (2011). En 2013 obtuvo el Premio Internacional de Narrativa Breve Ribera del Duero con el libro El matrimonio de los peces rojos y en 2014 el Premio Herralde de Novela con Después del invierno.
También publicó Para entender a Julio Cortázar, un ensayo corto sobre el escritor argentino y el ensayo Octavio Paz, las palabras en libertad (Taurus-Colmex).  
Ha recibido otros reconocimientos como el Premio Anna Seghers (2009), el premio franco-mexicano Antonin Artaud (2008), el Premio Nacional de Cuentos Gilberto Owen (2007), el Prix Radio France Internationale (1993) y el Premio Punto de Partida (1992).
Participó con el cuento "Fenêtre" en el proyecto In my Room, dirigido por la artista multimedia Agnès De Cayeux en el Centro Georges Pompidou y adaptado por la cadena de televisión ARTE.
Entre las reseñas dedicadas a su obra cabe destacar: "Guadalupe Nettel revela la belleza subliminal que hay en los seres de comportamientos extraños y sondea minuciosamente la intimidad de su alma" (Le Magazine Littéraire); "Los lectores avezados disfrutarán de esa nueva voz literaria, tan sofisticada como original, en el panorama de las letras latinoamericanas" (Arcadia, Colombia); "Una de las más singulares escritoras mexicanas" (J. A. Masoliver Ródenas, La Vanguardia); "La mirada que posa sobre las locuras suaves o destructoras, las manías, las desviaciones es de una agudeza tal que nos remite a nuestras propias obsesiones" (Xavier Houssin, Le Monde).
Fue directora de la Revista de la Universidad de México entre 2017 y 2024, cuando fue relevada por Jorge Comensal. Su renuncia ocurrió poco después de una polémica en redes sociales en la que se la señalaba por "acoso laboral", acusaciones que según Nettel "carecen de todo fundamento y no pueden estar más alejadas de la realidad".
En abril de 2024 el Institute for Ideas and Imagination de la Universidad de Columbia anunció la inclusión de Nettel en su grupo de becarios para 2024-2025.

## Obras

### Cuento
- Juegos de artificios (1993), Instituto Mexiquense de Cultura
- Les jours fossiles (2003), Éditions de l'Éclose
- Pétalos y otras historias incómodas (2008), Anagrama
- El matrimonio de los peces rojos (2013), Páginas de Espuma
- Los divagantes (2023), Anagrama

### Novela
- El huésped (2006), Anagrama
- El cuerpo en que nací (2011), Anagrama
- Después del invierno (2014), Anagrama
- La hija única (2020), Anagrama

### Ensayo
- Para entender a Julio Cortázar (2008), Nostra Ediciones
- Octavio Paz. Las palabras en libertad (2014), Taurus

## Premios y otros reconocimientos
- Premio Cálamo, categoría Otra mirada por La hija única. (2020).[13]
- Ganadora del XXXII Premio Herralde de Novela (2014)[14][15]
- Ganadora del III Premio de Narrativa Breve Ribera del Duero (2013).[16]
- Ganadora del premio alemán Anna Seghers (2009)[17]
- Finalista del Premio Herralde (2005)
- Ganadora del premio franco-mexicano Antonin Artaud (2008)
- Ganadora del Premio Nacional de Cuento Gilberto Owen (2007)[18]
- Seleccionada en el grupo de autores conocido como Bogotá 39 (2007)
- Segundo lugar en el Grand Prix International a la Meilleure Nouvelle de Langue Française para países no francófonos, organizado por Radio France Internationale (1991)
- Ganadora del premio de Nouvelle Jeunes Alliance Française, organizado por Alliance Française (1991)[19]
- Ganadora, en el género cuento, del XXIV concurso de la revista Punto de Partida, organizado por la dirección de literatura de la UNAM (1991)

| Predecesor: Marcos Giralt Torrente El final del amor | Premio Internacional de Narrativa Breve Ribera del Duero 2013 El matrimonio de los peces rojos | Sucesor: Samanta Schweblin Siete casas vacías |

| Predecesor: Álvaro Enrigue Muerte súbita | Premio Herralde de Novela 2014 Después del invierno | Sucesor: Marta Sanz Farándula |